# Шукиршак
Шукирша́к (каз. Шұқыршақ) — село у складі району Байдібека Туркестанської області Казахстану. Входить до складу Борлисайського сільського округу.
Населення — 39 осіб (2021; 101 у 2009, 120 у 1999, 156 у 1989).